# Ударна вълна
Ударна вълна се нарича скокообразното повишение на налягането, разпространяващо се в газообразна, течна или твърда среда по-бързо от скоростта на звука за съответната среда. Тя е механична вълна, разпространяваща се в материална среда и представлява периодична или непериодична промяна на физическите параметри на дадена система причинени от външно за средата действие.
Ударни вълни възникват при взрив, детонация, движение на тела в газова среда със свръх-звукови скорости. Скоростта на разпространение на ударната вълна в относително спокойна среда е винаги по-голяма от скоростта на звука в последната. Действието на ударната вълна върху повърхността или средата в която се извършва, е съпроводено с изменение на плътността, температурата и скоростта на движение на средата. Тази повърхност се нарича повърхност на разкъсване.